# Owoce Ducha Świętego
Owoce Ducha Świętego – metafora stosowana przez świętego Pawła, aby opisać zbiór cnót będących rezultatem wpływu Ducha Świętego na osobowość człowieka. Znajduje się ona w Liście do Galatów 5,22-23. W Biblii Tysiąclecia wymieniono 9 owoców Ducha Świętego: "miłość, radość, pokój, cierpliwość, uprzejmość, dobroć, wierność, łagodność, opanowanie". W Wulgacie w tym fragmencie dodano jednak jeszcze 3 cnoty: wiara, skromność i czystość.

## Źródło metafory
Święty Paweł najwyraźniej czerpie inspiracje z niektórych miejsc Starego Testamentu. Na przykład w Księdze Joela zawarto proroctwo o drzewie i winorośli, które zrodzą owoc pod wpływem Ducha (Joela 2,18 do 3,2). W innych miejscach porównano Izrael do owocującego drzewa lub do winnicy. Prorok Izajasz porównuje Izrael do winnicy, która nie rodzi owoców. Tymi owocami miały być dobre uczynki (Izajasza 5,1-7). 

## Kontekst
Święty Paweł w Liście do Galatów polemizuje ze zwolennikami uzupełnienia wiary w Chrystusa przestrzeganiem niektórych przepisów Prawa Mojżeszowego. Zbawienie uzależniali m.in. od obrzezania każdego wierzącego w Chrystusa. Paweł za pomocą alegorii oraz cytatów ze Starego Testamentu uwypukla potrzebę raczej okazywania wiary w Chrystusa, niż zachowywania przepisów Prawa. Zwrócił też uwagę, że wiara w Chrystusa nie tylko posiada moc usprawiedliwiania, ale również obdarza wolnością od Prawa (5,1). Pojawia się jednak kwestia: Na czym polega ta wolność. Czy człowiek wierzący w Chrystusa może robić co chce? Święty Paweł daje przeczącą odpowiedź: Człowiek wierzący w Chrystusa powinien "postępować według ducha" i w omawianym przez nas fragmencie podaje co takiego musi robić. 

## Miłość(Greckie:agape, Łacińskie:caritas)
Miłość to działanie polegające na dawaniu siebie innym dla ich dobra, niezależne od osobistych sympatii czy odczuć. Skłania do ofiarnego postępowania i nie oczekuje na wynagrodzenie. Taką miłość okazał Chrystus umierając za nas.

## Radość(Greckie:chara, Łacińskie:gaudium)
Radość to pewien rodzaj dobrego samopoczucia bez względu na sytuację. Powstrzymuje ona od całkowitej rozpaczy, pozwala pozytywnie patrzeć na przyszłość.

## Pokój (Greckie:eirene, Łacińskie:pax)
Pokój to uczucie pozwalające na wyciszenie emocji związanych z uświadomieniem sobie, w jakiej sytuacji znajdujemy się przed Bogiem. W wyniku grzechu jesteśmy wrogami Boga. Dzięki wierze w ofiarę Jezusa Chrystusa możemy poczuć ulgę i zbytnio nie martwić się grzesznym stanem. 

## Cierpliwość (Greckie:makrothumia, Łacińskie:longanimitas)
Słowo greckie makrothumia etymologicznie znaczy "długi oddech". Odnosi się do reakcji wobec drażniących cech drugiego człowieka oraz niespodziewanych utrudnień w życiu. Zawiera w sobie myśl o studzeniu irytacji, wyrozumiałości, spokojnym czekaniu, niewzruszonym trwaniu przy swoich zasadach. 

## Uprzejmość (Greckie:chrestotes, Łacińskie:benignitas)
Uprzejmość (inaczej: życzliwość) to czuła troska o innych, będących w potrzebie. Osoba życzliwa jest delikatna, miła, przyciąga swoją osobowością innych. 

## Dobroć (Greckie:agathosune, Łacińskie:bonitas)
Słowo to określa moralną postawę człowieka, który nie potrzebuje wyraźnych praw, co ma dobrego czynić. Wykracza w swym postępowaniu poza to, co wymaga poczucie sprawiedliwości. To żarliwe obstawanie przy tym, co właściwe. 

## Wierność (Greckie:pistis, Łacińskie:fides)
Człowiek wierny jest godny zaufania, rzetelny.

## Łagodność (Greckie:prautes, Łacińskie:modestia)
Termin grecki prautes posiada bogate znaczenie. Odnosi się do postawy charakteryzującej się łagodnością, uprzejmością, życzliwością i skromnością. Pozwala zachować godność w obliczu prześladowań. Nie jest to jednak bierna postawa, pozwala ona obstawać przy swoich zasadach nie czyniąc nikomu krzywdy.  

## Opanowanie (Greckie:egkrateia, Łacińskie:continentia)
Opanowanie (inaczej: samokontrola) objawia się nieimpulsywnym zachowaniem, kontrolą nad osobistymi pragnieniami, jeżeli stoją w sprzeczności z prawem Boga.